# Іхтіолог (професія)
Іхтіолог — вчений, фахівець з іхтіології, що вивчає будову, еволюційний розвиток, форми життєдіяльності та особливості розмноження риб. Розробляє на основі цих досліджень методи раціонального рибальства, рибництва і рибоохоронної діяльності. Важливою функцією іхтіологів є забезпечення проходу риби через спеціальні споруди у складі гідровузлів. Крім того, іхтіологами розробляються технологічні процеси переробки й здійснюється ветеринарно-санітарна оцінка рибних продуктів.
Родинні професії: технік-рибовод, зооінженер по рибництву, технік-технолог по рибних продуктах, інженер-технолог по продуктам.

## Специфіка професії
Робота пов'язана з тривалими відрядженнями до місць проживання риб і підводними спостереженнями, тому іхтіологами працюють переважно чоловіки.
Необхідні особистісні якості: сміливість, схильність до природничих наук, любов до живої природи, інтерес до науково-дослідної роботи, хороше здоров'я і спортивна підготовка.

## Місце роботи
Науково-дослідні інститути, органи нагляду за водними біологічними ресурсами (інспекції рибоохорони), великі рибні підприємства і рибопромислові судна, зоопарки і аквапарки.

## Освіта
Підготовка здійснюється на біологічних факультетах університетів, в інститутах і технікумах рибної промисловості.